# Unión de Rugby del Alto Valle de Río Negro y Neuquén
La Unión de Rugby del Alto Valle de Río Negro y Neuquén (URAVRNyN o URAV) es una unión regional de rugby que agrupa a los clubes que pertenecen a la zona del Alto Valle del Río Negro, ubicados en diversas ciudades de las provincias de Neuquén y Río Negro. La URAV a su vez es parte de la Unión Argentina de Rugby, siendo una de las 25 uniones miembros que la componen. Su sede se encuentra en la ciudad de Neuquén.

## Historia
La Unión de Rugby del Alto Valle nació el 6 de junio de 1959, producto del esfuerzo de seis clubes de la región que se unieron para dar forma a este deporte en las provincias de Neuquén y Río Negro: El Trébol, Club Cipolletti, Roca Rugby Club, Club Cinco Saltos, Allen Rugby e Y.P.F. Neuquén.
En 1972 la URAV adquirió personería jurídica (decreto Nro.1464/71 del Poder Ejecutivo de la Provincia de Neuquén), obteniendo así el carácter de entidad afiliada (con derecho a voz y voto) de la Unión Argentina de Rugby.

### Escudo
Río Negro y Neuquén coincidieron en que lo mejor para ser representados era elegir una manzana como imagen principal. La entidad resolvió a los pocos años que este fruto, con un casco protector de la época (de lona y que tapaba las orejas), cabito y una pelota con costura (como las antiguas) fuera su carta de presentación ante el resto de sus colegas nacionales e internacionales. El dibujo fue diseñado por un histórico de la Unión como el Alberto Villianova y se hizo realidad bajo la presidencia de Roberto Puccino.

## Clubes miembros
Actualmente los clubes que son parte de la unión son los siguientes:
| Club                           | Localidad     | Provincia              | Fundación |
| ------------------------------ | ------------- | ---------------------- | --------- |
| Allen Rugby Club               | Allen         | Provincia de Río Negro | 1957      |
| Asociación Alcaman Rugby       | Zapala        | Provincia del Neuquén  | 1980      |
| Catriel Rugby Club             | Catriel       | Provincia de Río Negro | 1987      |
| Club Atlético Independiente    | Neuquén       | Provincia del Neuquén  | 1921      |
| Club de Rugby La Picasa        | Cinco Saltos  | Provincia de Río Negro | 1983      |
| Club Universitario del Comahue | Neuquén       | Provincia del Neuquén  |           |
| Conejos Rugby Club             | Plottier      | Provincia del Neuquén  | 2000      |
| Dinos Rugby Club               | Plaza Huincul | Provincia del Neuquén  |           |
| Los Patos Rugby Club           | Centenario    | Provincia del Neuquén  | 2001      |
| Marabunta Rugby Club           | Cipolletti    | Provincia de Río Negro | 1970      |
| Neuquén Rugby Club             | Neuquén       | Provincia del Neuquén  | 1976      |
| Ñandu Rugby Club               | Chos Malal    | Provincia del Neuquén  | 1985      |
| Patagonia Rugby Club           | Neuquén       | Provincia del Neuquén  | 2001      |
| Roca Rugby Club                | General Roca  | Provincia de Río Negro | 1985      |
| Villa Regina Rugby Club        | Villa Regina  | Provincia de Río Negro | 2009      |

### Otros clubes
Clubes que previamente formaron parte de la unión:
| Club                               | Localidad               | Provincia              | Fundación |
| ---------------------------------- | ----------------------- | ---------------------- | --------- |
| Club Atlético Bancarios            | Chos Malal              | Provincia del Neuquén  |           |
| Club Cipolletti                    | Cipolletti              | Provincia de Río Negro | 1926      |
| Deportivo General Roca             | General Roca            | Provincia de Río Negro | 1974      |
| Las Gitanas Rugby Club             | Neuquén                 | Provincia del Neuquén  |           |
| Las Lajas Rugby Club               | Las Lajas               | Provincia del Neuquén  |           |
| Los Choiques Rugby Club            | Ingeniero Jacobacci     | Provincia de Río Negro | 2008      |
| Los Maras Rugby Club               | Río Colorado            | Provincia de Río Negro | 2002      |
| Los Toros Rugby Club               | Neuquén                 | Provincia del Neuquén  | 2003      |
| Perfora Rugby Club                 | Plaza Huincul           | Provincia del Neuquén  |           |
| Rincón Rugby Club                  | Rincón de los Sauces    | Provincia del Neuquén  | 2002      |
| San Patricio del Chañar Rugby Club | San Patricio del Chañar | Provincia del Neuquén  |           |
| Valle Medio Rugby Club             | Choele Choel            | Provincia de Río Negro | 2007      |
| 25 de Mayo Rugby                   | 25 de Mayo              | Provincia de La Pampa  |           |

## Torneos
La URAV cuenta con un sistema propio de competiciones para sus clubes: el Torneo Oficial de la URAV, cuenta con dos divisiones (Campeonato y Ascenso) que, en 2022, contaban con seis equipos cada una.
Por el lado del Femenino, la URAV también cuenta con un torneo oficial que tiene seis equipos disputando la Zona Campeonato, además de contar con un torneo para la categoría de juveniles.
Los mejores equipos de la unión, tanto masculinos como femeninos, clasifican al Torneo Regional Patagónico, torneo que reúne a los mejores clubes provenientes de las uniones del Alto Valle, Austral, Lagos del Sur y Valle del Chubut. Este torneo es, a la vez, clasificatorio para el Torneo del Interior y, por ende, al Torneo Nacional de Clubes. Los clubes de la URAV han tradicionalmente dominado la región patagónica, habiendo ganando once de los trece torneos disputados desde 2008.

## Selección
La URAV cuenta con un seleccionado que la representa en torneos regionales y nacionales organizados por la Unión Argentina de Rugby en sus distintas modalidades (masculina, femenina, juvenil, seven, etc.).  El seleccionado, apodados "La Manzana", forman parte de la Región Patagónica junto a las uniones de Valle del Chubut, Austral, Lagos del Sur, Santa Cruz y Tierra del Fuego.

### Palmarés
- Torneo Regional Patagónico Femenino (1): 2021
- Torneo Regional Patagónico Femenino Juvenil (1): 2019 (Norte[29])

### Otros logros
- Seven de la República Femenino
  - 3° puesto (2)[30]: 2018, 2019
- Seven de la República Femenino Juvenil
  - Copa de Plata (1): 2021